# Tésalo
En la mitología griega Tésalo (en griego: Θεσσαλός, Thessalós), Tétalo (Θετταλός, Thettalós) o Téstalo (Θεστᾷλος, Thestálos)  es el nombre del héroe epónimo de Tesalia. Es un personaje secundario cuyo origen varía dependiendo del autor.

## Diodoro Sículo
Cuentan que Jasón habitó en Corinto y vivió con Medea durante diez años, y que engendró hijos con ella, los dos mayores, que eran gemelos, Tétalo o Tésalo y Alcímenes, y el tercero, Tisandro, mucho más joven que sus hermanos. Se cuenta que Jasón se enamoró de Glauce, la hija de Creonte, y pidió a la joven en matrimonio. Medea se enfureció y Jasón la despreció y así fue expulsada de la ciudad. Los tres hijos de Medea llevaron a Glauce unos regalos untados con venenos que causaron la muerte de la prometida. Además Medea, presa de los celos, decidió degollar a los hijos que habían tenido con Jasón. Todos salvo Tétalo, que consiguió huir.  Dicen que Tétalo creció en Corinto y después regresó a Yolco, que era la patria de Jasón. Al llegar allí y encontrarse con que Acasto, el hijo de Pelias, acababa de morir, recibió el trono que por herencia le correspondía y, a partir de su propio nombre, a sus súbditos los llamó tesalios.

## Estrabón
Los historiadores dicen que Tesalia se llamaba antiguamente Pirrea en honor a Pirra, la esposa de Deucalión. Uno de los distritos tesalios, Hemonia, recibió su nombre de Hemón, e hijo de este fue Tésalo, quien dio su nombre a la región. Otros creen que Tésalo era hijo de Heracles. Sea lo que fuere también se ha dicho que el país se llamó en un tiempo Nesónide, por Nesón hijo de Tésalo, igual que el lago.  Otros, incluyendo variantes locales, dicen que Hemón era hijo de Cloro  y este a su vez de Pelasgo.

## Homero
De entre los descendientes de Heracles se encontraba Tétalo o Téstalo, nacido de Calcíope, la hija de Eurípilo.  Después de que los carios se establecieran en Calidna y Nísiros, Tésalo tomó posesión de ambas islas más tarde.  Durante la guerra de Troya el contigente de los coos, compuesto de trienta naves, fue liderado por Fidipo y Ántifo, ambos hijos de Tésalo.

## Píndaro
También se le llama Tésalo a un hijo de Poseidón que fue padre de Minias, el mítico fundador de Orcómeno de los minias. Este Orcómeno está relacionado culturalmente con la Tesalia meridional.

## Plinio
Los historiadores latinos llaman Tésalo a un rey oriundo de los tesprotos que había conquistado Tesalia y allí había fundado su reino. Este Tésalo era a su vez hijo de Graico, a quien se le atribuye a veces la fundación de Tesalónica.